# Roy Salvadori
Pour les articles homonymes, voir Salvadori.

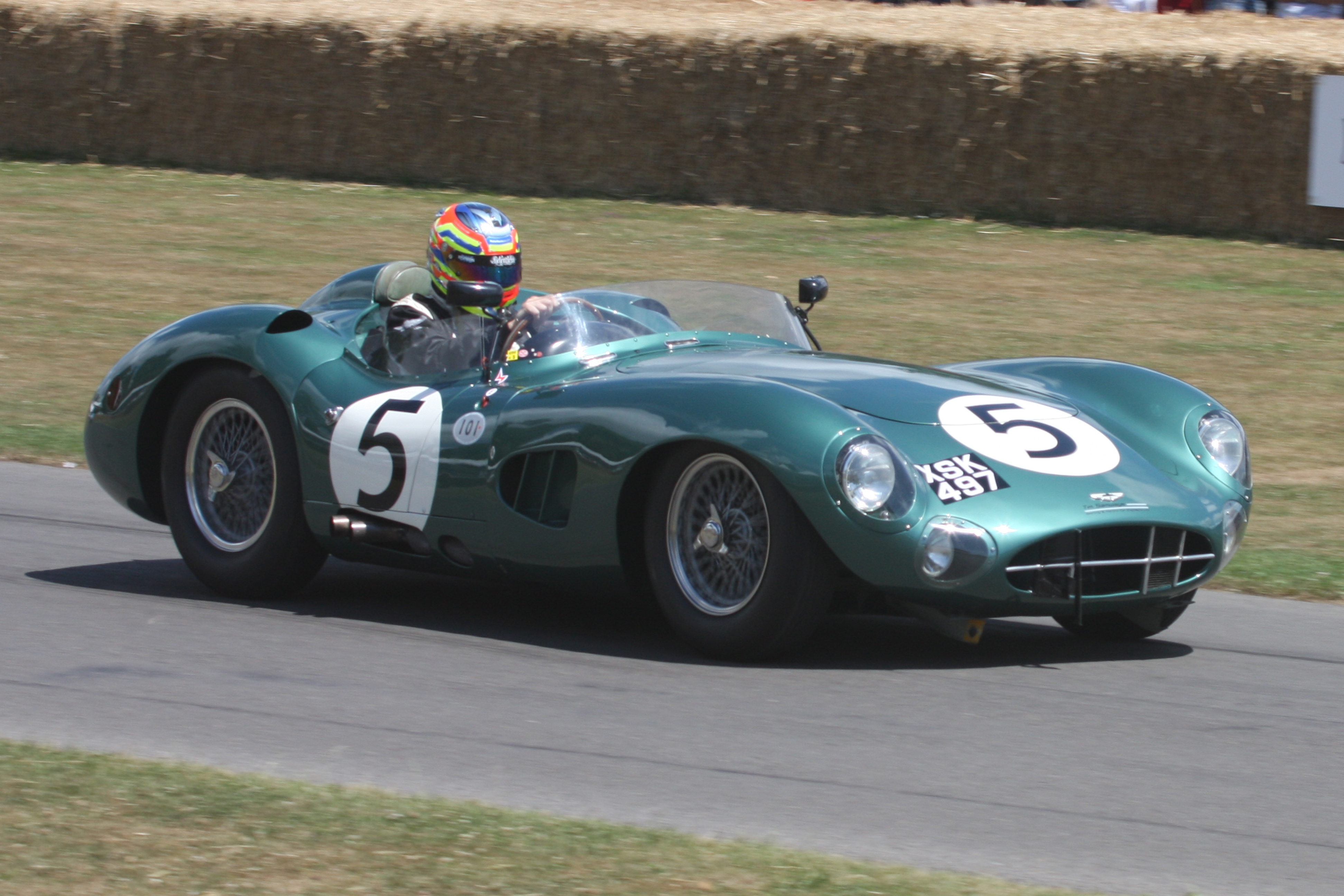
L'Aston Martin DBR1 no 5 victorieuse des 24 Heures du Mans 1959.

Roy Salvadori, né le 12 mai 1922 à Dovercourt en Angleterre (Essex) et mort le 3 juin 2012 à Beausoleil (Alpes-Maritimes, France), est un pilote automobile britannique né au sein d'une famille d'origine italienne. Il a notamment remporté les 24 Heures du Mans avec Carroll Shelby sur une Aston Martin en 1959.

## Biographie
Il commence à courir en 1946 et devient pilote professionnel l'année suivante. Il dispute ses premières courses de Formule 1 en 1948 et 1949.
En 1952, il gagne de nombreuses courses pour voitures de sport en Grande-Bretagne, essentiellement sur Frazer Nash (type Le Mans Replica), et parfois sur Jaguar XK120. En 1954 et 1955 il récolte encore beaucoup de succès nationaux, alors sur Maserati A6GCS et 250F, Aston Martin DB2 puis DB3, ainsi que Jaguar Type C, remportant au passage les Goodwood International 1954, puis Crystal Palace International et Snetterton International (catégorie 1,5 L.) 1955. En 1956 le succès est aussi présent en Formule 2 sur Cooper T41. 
De 1952 à 1962 il participe à une cinquantaine de Grands Prix de championnat du monde, où il fait ses débuts au volant d'une Ferrari 500 à l'occasion du Grand Prix de Grande-Bretagne 1952 qu'il termine huitième. Peu après, il est engagé par l'écurie Connaught Engineering pour la saison 1953. Malgré des échecs en Grands Prix comptant pour le championnat du monde, il remporte plusieurs succès dans d'autres épreuves hors-championnat et se classe notamment deuxième du Silverstone Trophy. Il termine également deuxième des 1 000 kilomètres du Nürburgring sur Jaguar.
Jusqu'en 1956, il se concentre sur des compétitions essentiellement britanniques, mais ne remporte pas de résultat internationalement significatif. En 1957, il fait son retour en Grands Prix: après un échec sur BRM au Grand Prix de Monaco, il participe au Grand Prix de France sur Vanwall puis se classe cinquième, sur Cooper, au Grand Prix de Grande-Bretagne, et obtient la deuxième place à Caen, hors-championnat. 
En 1957 et 1958 il dispute plusieurs épreuves d'endurance.
Il connaît sa meilleure saison en Grand Prix en 1958, où il termine quatrième du championnat du monde de Formule 1 derrière Mike Hawthorn, Stirling Moss et Tony Brooks, avec deux podiums sur des Cooper. En 1959, il remporte les 24 heures du Mans au volant d'une Aston Martin DBR1 avec Carroll Shelby pour coéquipier. En 1959 il finit aussi troisième du championnat de F1, avec Jim Clark.
Il obtient encore de nombreux podiums et place d'honneur au RAC Tourist Trophy (2e en 1958 et 1960 sur Aston Martin, 3e en 1961, et 1963 sur Jaguar Type E, enfin 4e en 1962 avec la Jaguar).
En 1960, il dispute une dernière course de Formule 1 avec Aston Martin (avant un podium de plus au RAC TT 1961) sans avoir pu s'imposer; peu après il est engagé par l'écurie Yeoman Credit Racing et, après quelques courses hors-championnat, il se classe sixième en Grande-Bretagne et en Italie, ses dernières places d'honneur lors de Grand Prix. 
1962 marque la fin de sa carrière en Grand Prix: au volant d'une Lola de l'écurie Bowmaker, il échoue à décrocher de nouveaux résultats significatifs et renonce alors aux Grands Prix. Toutefois, il revient occasionnellement au volant de voitures de sport pendant quelques années, terminant quatrième des 24 Heures du Mans en 1962, remportant la même année les 6 Heures de Brands Hatch avec Denny Hulme sur Jaguar Mk II 3.8, ainsi que le R.A.C. British Grand Prix de Silversone. En 1965 il met cette fois un terme définitif à son activité de pilote (dernière course au AMOC Martini Trophy de Silverstone, sur Cooper T61 Monaco en juillet) et il devient ensuite le team manager de l'écurie Cooper de 1966 à 1967, avant de quitter l'univers de la F1.  
Il meurt le 3 juin 2012 à 90 ans, quelques semaines après Carroll Shelby.

## Résultats en championnat du monde de Formule 1
| Saison | Écurie                                                              | Châssis                        | Moteur                      | Pneus                 | GP disputés | Points | Classement |
| ------ | ------------------------------------------------------------------- | ------------------------------ | --------------------------- | --------------------- | ----------- | ------ | ---------- |
| 1952   | G Caprara                                                           | Ferrari 500                    | Ferrari l4                  | Dunlop                | 1           | 0      | Nc.        |
| 1953   | Connaught Engineering                                               | Type A                         | Lea Francis l4              | Dunlop                | 5           | 0      | Nc.        |
| 1954   | Gilby Engineering                                                   | Maserati 250F                  | Maserati l6                 | Dunlop                | 2           | 0      | Nc.        |
| 1955   | Gilby Engineering                                                   | Maserati 250F                  | Maserati l6                 | Dunlop                | 1           | 0      | Nc.        |
| 1956   | Gilby Engineering                                                   | Maserati 250F                  | Maserati l6                 | Dunlop                | 3           | 0      | Nc.        |
| 1957   | Owen Racing Organisation Vandervell Products Ltd Cooper Car Company | BRM P25 Vanwall VW5 Cooper T43 | BRM l4 Vanwall l4 Climax l4 | Dunlop Pirelli Dunlop | 3           | 2      | 19e        |
| 1958   | Cooper Car Company                                                  | Cooper T43 Cooper T45          | Climax l4                   | Dunlop                | 9           | 15     | 4e         |
| 1959   | High Efficiency Motors David Brown Corporation                      | Cooper T45 Aston Martin DBR4   | Maserati l4 Aston Martin l6 | Dunlop Avon           | 5           | 0      | Nc.        |
| 1960   | High Efficiency Motors David Brown Corporation                      | Cooper T45 Aston Martin DBR5   | Maserati l4 Aston Martin l6 | Dunlop Avon           | 3           | 0      | Nc.        |
| 1961   | Yeoman Credit Racing Team                                           | Cooper T53                     | Climax l4 Climax V8         | Dunlop                | 5           | 2      | 17e        |
| 1962   | Yeoman Credit Racing Team                                           | Lola Mk4                       | Climax V8                   | Dunlop                | 7           | 0      | Nc.        |

## Résultats aux 24 heures du Mans
| Année | Châssis           | Écurie                   | Coéquipier         | Résultat  |
| ----- | ----------------- | ------------------------ | ------------------ | --------- |
| 1953  | Aston Martin DB3S | Aston Martin Cars Ltd.   | George Abecassis   | Abandon   |
| 1954  | Aston Martin DB3S | David Brown              | Reg Parnell        | Abandon   |
| 1955  | Aston Martin DB3S | Aston Martin Cars Ltd.   | Peter Walker       | Abandon   |
| 1956  | Aston Martin DB3S | Aston Martin Cars Ltd.   | Peter Walker       | Abandon   |
| 1957  | Aston Martin DBR1 | David Brown              | Les Leston         | Abandon   |
| 1958  | Aston Martin DBR1 | David Brown Racing Dept. | Stuart Lewis-Evans | Abandon   |
| 1959  | Aston Martin DBR1 | David Brown Racing Dept. | Carroll Shelby     | Vainqueur |
| 1960  | Aston Martin DBR1 | Border Reivers           | Jim Clark          | 3e        |
| 1961  | Aston Martin DBR1 | Essex Racing Team        | Tony Maggs         | Abandon   |
| 1962  | Jaguar Type E     | Briggs Cunningham        | Briggs Cunningham  | 4e        |
| 1963  | Jaguar Type E     | Briggs Cunningham        | Paul Richards      | Abandon   |